# 迈克尔·斯彭斯
安德鲁·迈克尔·斯彭斯（英語：Andrew Michael Spence，1943年11月7日—），美国经济学家。他与乔治·阿克洛夫、约瑟夫·斯蒂格利茨一起获得了2001年诺贝尔经济学奖。斯彭斯是1968年的羅德獎學金得主之一。